# Rostyslav Rusyn
Rostyslav Ihorovyč Rusyn (in ucraino Ростислав Ігорович Русин?; Žydačiv, 26 ottobre 1995) è un calciatore ucraino, centrocampista svincolato.

## Carriera
Cresciuto nel settore giovanile dello Šachtar, nel febbraio del 2017 si trasferisce in Lettonia allo Spartaks Jūrmala, con cui debutta fra i professionisti il 12 marzo nell'incontro di Virslīga perso per 2-1 contro l'RFS Riga. Rimasto svincolato nel mese di luglio, l'anno successivo firma con il Ruch L'viv nella seconda divisione ucraina. Con la squadra di Leopoli ottiene la promozione in prima divisione al termine della stagione e il 23 agosto 2020 esordisce in Prem"jer-liha in occasione dell'incontro perso per 5-2 contro il Vorskla. Un mese dopo segna la sua prima rete in campionato nell'incontro perso per 1-2 contro il Kolos Kovalivka. Nel 2021 viene acquistato dal Metalist 1925.

## Statistiche

### Presenze e reti nei club
Statistiche aggiornate al 27 febbraio 2023.
| Stagione             | Squadra              | Campionato           | Campionato | Campionato | Coppe nazionali | Coppe nazionali | Coppe nazionali | Coppe continentali | Coppe continentali | Coppe continentali | Altre coppe | Altre coppe | Altre coppe | Totale | Totale |
| Stagione             | Squadra              | Comp                 | Pres       | Reti       | Comp            | Pres            | Reti            | Comp               | Pres               | Reti               | Comp        | Pres        | Reti        | Pres   | Reti   |
| -------------------- | -------------------- | -------------------- | ---------- | ---------- | --------------- | --------------- | --------------- | ------------------ | ------------------ | ------------------ | ----------- | ----------- | ----------- | ------ | ------ |
| feb.-lug. 2017       | Spartaks Jūrmala     | VL                   | 1          | 0          | CL              | -               | -               | UCL                | -                  | -                  |             | -           | -           | 1      | 0      |
| 2018-2019            | Ruch L'viv           | 1L                   | 24         | 1          | CU              | 1               | 0               |                    | -                  | -                  |             | -           | -           | 25     | 1      |
| 2019-2020            | Ruch L'viv           | 1L                   | 25         | 2          | CU              | 2               | 0               |                    | -                  | -                  |             | -           | -           | 27     | 2      |
| 2020-2021            | Ruch L'viv           | PL                   | 14         | 1          | CU              | 1               | 0               |                    | -                  | -                  |             | -           | -           | 15     | 1      |
| Totale Ruch L'viv    | Totale Ruch L'viv    | Totale Ruch L'viv    | 63         | 4          |                 | 4               | 0               |                    | -                  | -                  |             | -           | -           | 67     | 4      |
| 2021-2022            | Metalist 1925        | PL                   | 0          | 0          | CU              | 0               | 0               |                    | -                  | -                  |             | -           | -           | 0      | 0      |
| 2022-2023            | Metalist 1925        | PL                   | 12         | 4          |                 | -               | -               |                    | -                  | -                  |             | -           | -           | 12     | 4      |
| Totale Metalist 1925 | Totale Metalist 1925 | Totale Metalist 1925 | 12         | 4          |                 | -               | -               |                    | -                  | -                  |             | -           | -           | 12     | 4      |
| Totale carriera      | Totale carriera      | Totale carriera      | 76         | 8          |                 | 4               | 0               |                    | -                  | -                  |             | -           | -           | 80     | 8      |